# 西本直太郎
西本 直太郎（にしもと なおたろう、1858年2月7日（安政元年1月10日） – 1937年（昭和12年）10月20日）は、日本の政治家、弁護士。高知市長。

## 経歴
土佐国土佐郡潮江村（現在の高知県高知市）出身。独学で法律を学び、代言人試験に合格する。のちに弁護士を開業し、高知弁護士会長となる。自由民権運動に身を投じ、塩江村の発陽会に加わった。その後、土佐郡会議員、高知県会議員を経て、1925年（大正14年）に高知市長に就任した。この間、高知新聞社代表社員となり、1921年（大正10年）同社理事長となった。
在任中に下知町と潮江村が高知市に編入され、のちに小高坂村も編入された。高知駅前広場の整備や雑喉場の開設、市内の橋の架設などの都市計画の推進、市役所内への職業紹介所の新設、市立実科女子学校や工芸学校を高等小学校内への併設するなど、様々な施策を行った。
市長は1928年（昭和3年）に退任。1937年に死去した。

## 親族
- 長男・西本正三 - 高知放送社長